# Esenler
Esenler is een voorstad van Istanboel en Turks district in de provincie Istanboel. Esenler telt 517.235 inwoners (2007). Het district heeft een oppervlakte van 38,6 km².
De bevolkingsontwikkeling van het district is weergegeven in onderstaande tabel.
| 1985    | 1997    | 2000    | 2007    |
| ------- | ------- | ------- | ------- |
| 135.373 | 340.249 | 380.709 | 517.235 |